# 隆丘南鰍
隆丘南鰍（學名：Schistura papulifera）為輻鰭魚綱鯉形目條鰍科南鰍屬的其中一種。被IUCN列為極危保育類動物，分布於亞洲印度梅加拉亞邦Krem Synrang Pamiang淡水流域，體長可達4.9公分，棲息在河川底層水域，生活習性不明。

## 扩展阅读
維基物種上的相關：隆丘南鰍